# Trinity
Trinity — група українських кіберактивістів, заснована у 2011 році. Чисельність групи не відома. Групи Trinity та FalconsFlame — співзасновники Українського кіберальянсу, до якого також входить група хактивістів RUH8 та окремі члени групи CyberHunta.

## Діяльність
У квітні 2016 р. хактивісти групи Trinity зламали телефон російського військовослужбовця і отримали доступ до його хмарного сховища, де серед інших даних зберігалися знімки робочого терміналу російської станції Р-330Ж «Житель». Розвідувальна спільнота InformNapalm, якій ексклюзивно передали інформацію хактивісти, провела аналіз даних і дорозвідку. Було доведено факт використання Р-330Ж «Житель» у боях за Дебальцеве взимку 2015 року.
У травні 2016 група Trinity зламала пошту російського терориста Сергія Астахова із Санкт-Петербурга. З листів терориста видно, як організоване перекидання на Донбас російських бойовиків. На фото терориста зафіксована російська зброя та техніка на окупованому Донбасі.
Група Trinity має офіційну сторінку у Twitter.

## Нагороди
За захист України в кіберпросторі хактивісти групи Trinity нагороджені Срібними Тризубами